# David Rumsey

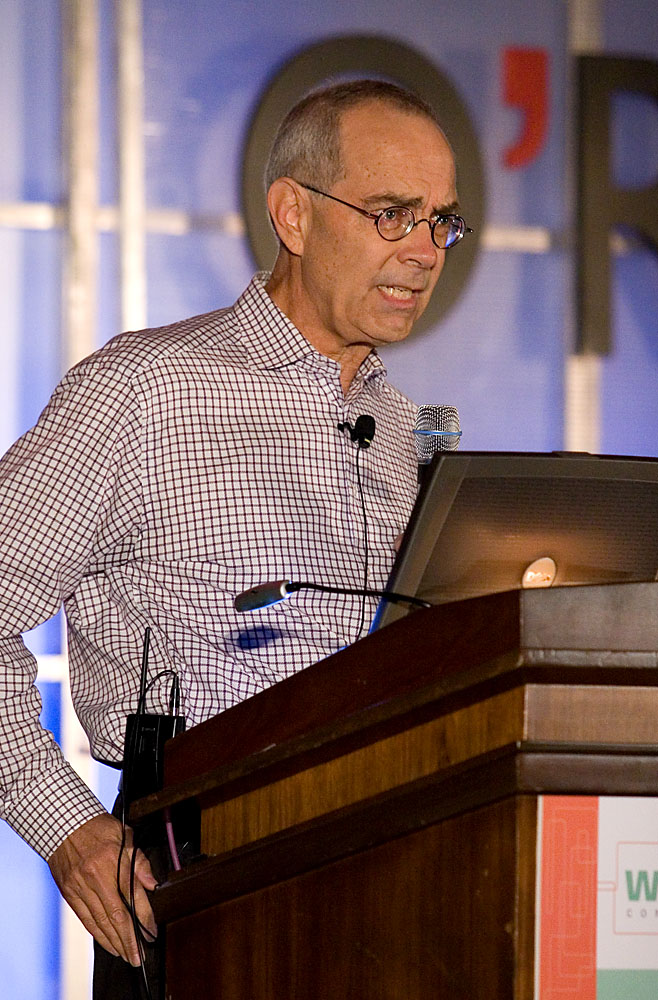
David Rumsey op de 'Where 2.0 Conference' in 2005.

David Rumsey (1944) is een Amerikaanse kaartenverzamelaar en de oprichter van de David Rumsey Historical Map Collection. Hij is ook de voorzitter van 'Cartography Associates', een digitale uitgeverij gevestigd in San Francisco. Voor het openbaar maken van zijn kaartenverzameling kreeg hij in 2002 een Honours Award en een Webby Award.

## Levensloop
Rumsey heeft een Bachelor of Arts en een Master of Fine Arts van Yale-universiteit en was een van de oprichters van Yale Research Associates in the Arts, ook bekend als PULSA, een groep kunstenaars die met elektronische technologieën werkt. Hij was ook een ingewijde in 1966 bij de Skull and Bones Society voordat hij Associate Director werd van de American Society for Eastern Arts in San Francisco. Later begon hij een 20-jarige carrière in vastgoedontwikkeling en -financiering, waarin hij een lange samenwerking had met Charles Feeney's General Atlantic Holding Company in New York en diende als president en directeur van verschillende van zijn vastgoeddochterondernemingen; General Atlantic werd uiteindelijk de Atlantic Philanthropies, een op Bermuda gebaseerde filantropische stichting die een van 's werelds grootste liefdadigheidsinstellingen is.

## Kaartverzameling
Rumsey verzamelde sinds begin jaren tachtig meer dan 150.000 zeldzame kaarten. De kaarten zijn gemaakt vanaf 1550 tot en met het heden en omvatten alle continenten. De collectie bestaat uit afzonderlijke kaarten, atlassen, globes, aardrijkskundeboeken, (ontdekkings)reisboeken en zeekaarten. De hele collectie wordt gehost in het 'David Rumsey Map Center' dat op 19 april 2016 werd geopend in de 'Bing Wing of Green Library' van de Stanford-universiteit.
Vanaf februari 2022 waren er meer dan 114.000 gedigitaliseerde items gratis en vrij toegankelijk beschikbaar via de website van Rumsey, waarvan er honderden werden gehost via Google Earth-lagen. Bepaalde kaarten zijn ook te zien op het Rumsey Maps-eiland in Second Life, evenals in 2D en 3D GIS. Met een MapRank-zoekfunctie kunnen ongeveer 60.000 kaarten uit de collectie geografisch worden doorzocht op kaartlocatie en dekking. Daarnaast is er een Georeferencer-tool toegevoegd waarmee sitegebruikers een van de kaarten in de collectie kunnen georefereren en weergeven. De website heeft extra viewers van Luna Imaging, Inc, inclusief de LUNA-browser die geen speciale plug-ins of software vereist om de collectie te bekijken.
De documenten bezitten meestal uitgebreide metadata, zoals auteur, datum van uitgave, verkorte titel, type, afmetingen, annotatie(s), gebied, volledige titel van het document, volledige titel van de publicatie waar deze eventueel deel van uit maakt, met annotaties en downloadmogelijkheden.
Voor het openbaar maken van zijn kaartenverzameling, ontving Rumsey in 2002 een Honours Award van de Special Libraries Association (SLA). De website, ontwikkeld in samenwerking met Luna Imaging en TechEmpower, won in 2002 de Webby Award for Technical Achievement.

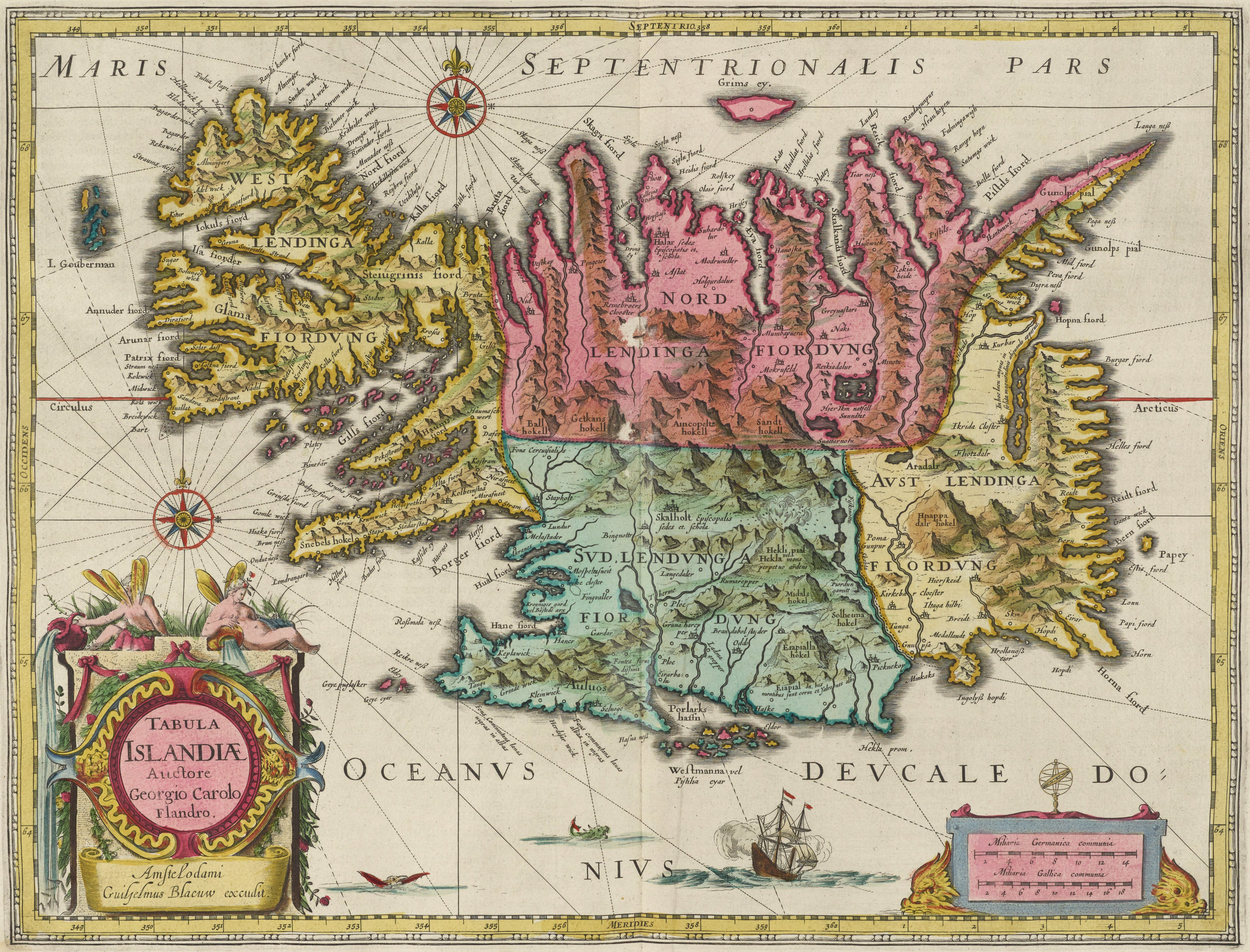
Tabula Islandæ, auctore Georgio Carolo Flandro, Amstelodami, Guiljelmus Blaeuw excudit, 1638.

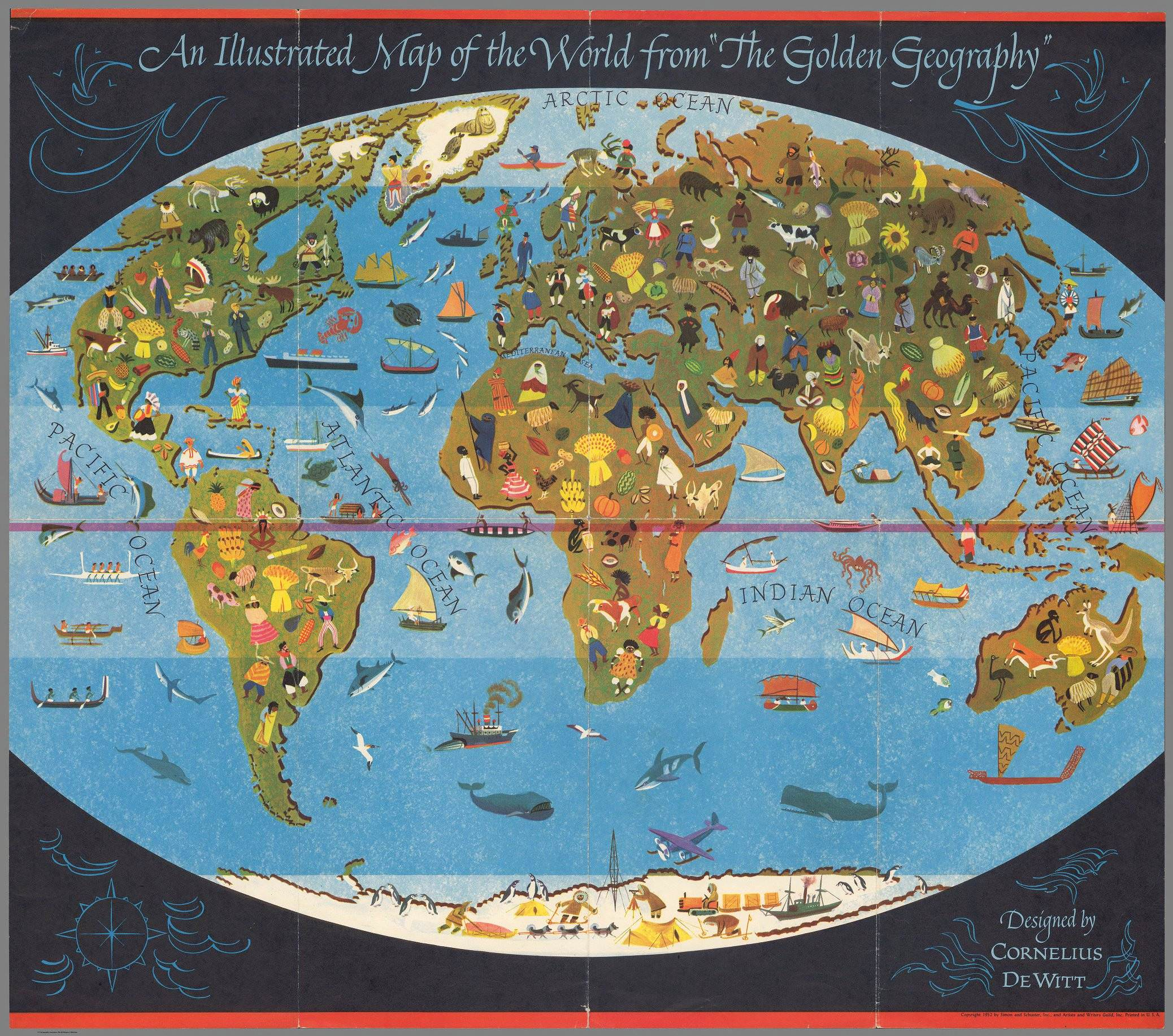
An illustrated map of the world from the Golden Geography, designed by Cornelius de Witt, 1952

## Bestuursfuncties
Vanaf januari 2008 fungeert David Rumsey o.a. als bestuurslid van:
- John Carter Brown Library
- Internet Archive
- Samuel H. Kress Foundation
- Stanford University Library Advisory Board
- Yale Library Associates (as a trustee)
- The Long Now Foundation
- Council on Library and Information Resources (CLIR)
- American Antiquarian Society